# Vereinigte Evangelisch-Lutherische Kirche Deutschlands
Die Vereinigte Evangelisch-Lutherische Kirche Deutschlands (VELKD) ist ein Zusammenschluss von sieben lutherischen Landeskirchen in Deutschland. Sie wurde am 8. Juli 1948 in Eisenach als Nachfolgeorganisation zum Rat der Evangelisch-Lutherischen Kirche Deutschlands (Lutherrat) gegründet und umfasst heute über 7,3 Millionen Gemeindeglieder in sieben Landeskirchen. Ihr Ziel ist es, die Einheit des Luthertums zu fördern und zu bewahren.
Der Bekenntnisstand der Gliedkirchen umfasst mindestens die unveränderte Augsburger Konfession (Confessio Augustana invariata) und den Kleinen Katechismus Martin Luthers.
Als Pendant zur VELKD gab es bis zum 1. Juli 2003 die Evangelische Kirche der Union und die Arnoldshainer Konferenz, die an diesem Tag in der Union Evangelischer Kirchen aufgingen. Zu ihr gehören überwiegend unierte Landeskirchen.

## Geschichte der VELKD
Die VELKD wurde am 8. Juli 1948 in Eisenach gegründet. Gründungsmitglieder waren zehn der damals dreizehn lutherischen Landeskirchen (Bayern, Braunschweig, Hamburg, Hannover, Lübeck, Mecklenburg, Sachsen, Schaumburg-Lippe, Schleswig-Holstein und Thüringen). Eutin, Oldenburg und Württemberg traten der VELKD nicht bei. Maßgeblich beteiligt war hieran die als Lutherrat bekannte Fraktion der Bekennenden Kirche. Die Gründung der VELKD steht in Zusammenhang mit der Formierung der Evangelischen Kirche in Deutschland unter starker Beteiligung des Dahlemer Flügels der Bekennenden Kirche. Der Gründungsprozess begann mit der Kirchenkonferenz von Treysa, während der die EKD als Zusammenschluss lutherischer, reformierter und unierter Landeskirchen gegründet wurde. Nach umfangreichen theologischen Diskussionen zwischen den Konfessionen wurde als Kompromiss auf der Kirchenversammlung von Eisenach sowohl die VELKD gegründet als auch am 13. Juli 1948 die Grundordnung der EKD verabschiedet.

## Gliedkirchen der VELKD
- Evangelisch-Lutherische Kirche in Bayern
- Evangelisch-Lutherische Landeskirche in Braunschweig
- Evangelisch-Lutherische Landeskirche Hannovers
- Evangelische Kirche in Mitteldeutschland
- Evangelisch-Lutherische Kirche in Norddeutschland
- Evangelisch-Lutherische Landeskirche Sachsens
- Evangelisch-Lutherische Landeskirche Schaumburg-Lippe

Von den ursprünglich zehn Gliedkirchen der VELKD fusionierten 1977 drei Gliedkirchen, und zwar die Evangelisch-Lutherische Kirche im Hamburgischen Staate, die Evangelisch-Lutherische Kirche in Lübeck und die Evangelisch-Lutherische Landeskirche Schleswig-Holsteins mit der Nichtgliedkirche Evangelisch-Lutherische Landeskirche Eutin zur Nordelbischen Evangelisch-Lutherischen Kirche. Damit verringerte sich die Zahl der Gliedkirchen auf acht. Von den Vorgängerkirchen der 2009 gebildeten Evangelischen Kirche in Mitteldeutschland, der Evangelischen Kirche der Kirchenprovinz Sachsen und der Evangelisch-Lutherischen Kirche in Thüringen, hatte nur die letztere davor zur VELKD, erstere hingegen zur Union Evangelischer Kirchen gehört. In dieser ist die fusionierte Kirche nun ebenfalls Mitglied. Am 27. Mai 2012 (Pfingstsonntag im Jahre 2012) entstand aus der Fusion der Nordelbischen Evangelisch-Lutherischen Kirche – in Hamburg und Schleswig-Holstein –, der Evangelisch-Lutherischen Landeskirche Mecklenburgs und der Pommerschen Evangelischen Kirche die Evangelisch-Lutherische Kirche in Norddeutschland. Der VELKD gehören nun sieben Mitgliedskirchen an.
Neben den Gliedkirchen der VELKD existieren weitere Landeskirchen, die sich als lutherische Kirchen verstehen. Dies sind die Evangelisch-Lutherische Kirche in Oldenburg und die Evangelische Landeskirche in Württemberg, die beide Gaststatus in der VELKD besitzen. Die lutherischen Gemeinden der überwiegend reformierten Lippischen Landeskirche sind in einer Lutherischen Klasse zusammengeschlossen.
Darüber hinaus gibt es in Deutschland auch noch selbständige lutherische Kirchen, die u. a. aus theologischen Gründen Nicht-Mitglieder der VELKD sind, nämlich:
- die Dänische Kirche in Südschleswig (DKS)
- die Evangelisch-Lutherische Freikirche (ELFK)
- die Evangelisch-Lutherische Kirche in Baden (ELKiB; nicht zu verwechseln mit der Evangelischen Landeskirche in Baden)
- die Selbständige Evangelisch-Lutherische Kirche (SELK).

Letztere ist 1972 aus der Fusion mehrerer lutherischer altkonfessioneller Kirchen entstanden. Zwischen der SELK und der VELKD finden in regelmäßigen Abständen Kontaktgespräche statt.
Lutherische Landeskirchen, altkonfessionelle lutherische Kirchen und Einzelgemeinden haben die Möglichkeit, der VELKD beizutreten. Sollten Einzelgemeinden kein eigenes Kirchenregiment besitzen, kann dieses durch die Kirchenleitung der VELKD ausgeübt werden.
Die Gliedkirchen der VELKD sowie die Evangelisch-Lutherische Kirche in Oldenburg, die Evangelische Landeskirche in Württemberg, die Evangelisch-Lutherische Kirche in Baden und die Lutherische Klasse der Lippischen Landeskirche sind Mitgliedskirchen des Deutschen Nationalkomitees des Lutherischen Weltbundes (DNK/LWB). Bis Ende 2017 war das DNK/LWB, das eine eigenständige Körperschaft des öffentlichen Rechts ist, strukturell wie personell eng mit dem Amt (Amtsbereich) der VELKD verbunden. Seit 1. Januar 2018 hat sich das DNK/LWB auf Grund der strukturellen Veränderungen im Zuge der Umsetzung des sogenannten Verbindungsmodells räumlich wie personell von dem Amtsbereich der VELKD getrennt. Inhaltlich arbeiten VELKD und DNK/LWB weiterhin eng zusammen.

## Aufgaben und Organe (Leitungsgremien)
Die VELKD hat ihren Sitz im Amtsbereich der VELKD im Kirchenamt der EKD in Hannover, an dessen Spitze der Leiter des Amtsbereiches, Stephan Schaede, steht. Hier werden die Amtsgeschäfte der Leitungsgremien der VELKD geführt.
Der Schwerpunkt der VELKD liegt auf theologischer Arbeit, in der Seelsorge, in der einladenden Gestaltung des Gottesdienstes, im plausiblen Gemeindeaufbau und Ökumene. Die einzelnen Landeskirchen nutzen die VELKD für größere Projekte, die die Kirchen einzeln nicht bewältigen können. Hierbei wird die VELKD auch als Dialogpartner von anderen Kirchen und Konfessionen im deutschen und internationalen Dialog bevorzugt angesprochen – hierher gehören die Dialoge mit der römisch-katholischen Kirche, der Alt-Katholischen Kirche in Deutschland, mit den Anglikanern, den Methodisten und den Mennoniten.
Organe der VELKD sind die „Kirchenleitung“ und die „Bischofskonferenz“, denen jeweils der „Leitende Bischof“ (ebenfalls ein Organ) vorsteht, sowie die „Generalsynode“. Alle vier Organe sind verantwortlich für die der VELKD übertragenen Aufgaben.

### Kirchenleitung
Die Kirchenleitung besteht aus dem Leitenden Bischof, der den Vorsitz innehat, dem stellvertretenden Leitenden Bischof, einem weiteren Mitglied der Bischofskonferenz, dem Präsidenten der Generalsynode und neun von der Generalsynode aus dem Kreise ihrer Mitglieder und deren Stellvertreter zu wählenden Personen. Die Kirchenleitung tritt in der Regel sechsmal im Jahr zu einer Sitzung zusammen.
Der „Leitende Bischof“ wird von der Generalsynode für eine Amtszeit von drei Jahren gewählt, wobei eine Wiederwahl möglich ist. Er ist der erste Geistliche der VELKD und hat das Kanzelrecht in allen Landeskirchen der VELKD, also das Recht, auf allen Kanzeln der Gliedkirchen der VELKD zu predigen und Hirtenbriefe zu verbreiten.

#### Leitende Bischöfe der VELKD
- 1948–1949: Wilhelm Henke, Landesbischof von Schaumburg-Lippe, er war bei Gründung der VELKD dienstältester Bischof und verwaltete aus diesem Grunde das Amt des „Leitenden Bischofs“
- 1949–1955: Hans Meiser, Landesbischof von Bayern
- 1955–1969: Johannes Lilje, Landesbischof von Hannover
- 1969–1975: Hans-Otto Wölber, Bischof von Hamburg
- 1975–1978: Eduard Lohse, Landesbischof von Hannover
- 1978–1981: Gerhard Heintze, Landesbischof von Braunschweig
- 1981–1990: Karlheinz Stoll, Bischof von Schleswig
- 1990–1993: Gerhard Müller, Landesbischof von Braunschweig
- 1993–1999: Horst Hirschler, Landesbischof von Hannover
- 1999–2005: Hans Christian Knuth, Bischof von Schleswig
- 2005–2011: Johannes Friedrich, Landesbischof von Bayern
- 2011–2018: Gerhard Ulrich, schließlich Landesbischof der Nordkirche
- ab 2018: Ralf Meister, Landesbischof von Hannover[4]

 Zur VELKD gehörten sowohl Kirchen der Bundesrepublik Deutschland als auch Kirchen der DDR. Ende der 1960er wurde die Erfüllung gemeinsamer Aufgaben immer schwerer. Daher bildeten die lutherischen Kirchen der VELKD auf dem Gebiet der DDR einen eigenen „Bereich Ost“, die VELK DDR, mit einem eigenen „Leitenden Bischof“. Die VELK DDR löste sich 1988 auf, um den Bund der Evangelischen Kirchen in der DDR zu stärken. 1991 traten die drei ostdeutschen Landeskirchen der VELKD wieder bei. Leitende Geistliche im Bereich Ost waren:
- 1968–1971: Niklot Beste, Landesbischof von Mecklenburg
- 1971–1978: Ingo Braecklein, Landesbischof von Thüringen
- 1979–1981: Heinrich Rathke, Landesbischof von Mecklenburg
- 1981–1983: Johannes Hempel, Landesbischof von Sachsen
- 1983–1986: Werner Leich, Landesbischof von Thüringen
- 1986–1988: Christoph Stier, Landesbischof von Mecklenburg

### Bischofskonferenz
Die Bischofskonferenz der VELKD besteht aus 16 Mitgliedern. Ihr gehören die Bischöfe der VELKD-Gliedkirchen sowie sechs weitere ordinierte Inhaber eines kirchenleitenden Amtes an. Vorsitzender der Bischofskonferenz ist der Leitende Bischof der VELKD.
Die Bischofskonferenz tritt zweimal im Jahr zusammen. Im Frühjahr behandelt sie ein Schwerpunktthema und im Herbst tagt sie in der Regel im Vorfeld am Ort der Tagung der Generalsynode. Die Aufgabe der Bischofskonferenz ist es unter anderem, bei der Beschlussfassung über Kirchengesetze, über Ordnungen für den Gottesdienst und über Verordnungen mit Gesetzeskraft mitzuwirken.

### Generalsynode
Die Generalsynode ist das gesetzgebende Organ der Vereinigten Evangelisch-Lutherischen Kirche Deutschlands (VELKD). Sie wird alle sechs Jahre neu gebildet und tritt in der Regel einmal im Jahr zu einer ordentlichen Sitzung zusammen.
Die Generalsynode besteht aus 50 Mitgliedern, von denen 38 von den Landessynoden der Gliedkirchen der VELKD gewählt werden, 12 werden vom Leitenden Bischof oder der Leitenden Bischöfin berufen. Mindestens acht Mitglieder sind zu Beginn der neuen Legislaturperiode unter 27 Jahren.
An der Spitze der Generalsynode steht ein Präsidium, das im Verlauf der Konstituierenden Tagung zu Beginn jeder Legislaturperiode gewählt wird. Die Amtsperiode der 13. Generalsynode beginnt mit der Konstituierung am 6. Mai 2021.
Das auf dieser 1. Tagung der 13. Generalsynode gewählte Präsidium besteht aus folgenden Mitgliedern:
- Präsident: Matthias Kannengießer (Hannover)
- Erste Vizepräsidentin: Pröpstin Martina Helmer-Pham Xuan (Braunschweig)
- Zweiter Vizepräsident: Pfarrer Norbert Roth (Bayern)
- Beisitzerin: Theresa Lange (Sachsen)
- Beisitzerin: Lena Lothring (Mitteldeutschland) (bis 2023)
- Beisitzerin: Pia Loch (Bayern) (ab 2023)[5]

#### Präsidenten
- 1948–1949: Eberhard Hagemann, Landgerichtspräsident in Verden
- 1949–1961: Ferdinand Blötz, Landgerichtsdirektor, Hamburg-Volksdorf
- 1961–1973: Otto Buhbe, Landwirt
- 1985–2009: Dirk Veldtrup, Richter am Amtsgericht in Hannover
- 2009–2021: Wilfried Hartmann, Professor für Erziehungswissenschaft in Hamburg
- seit 2021: Matthias Kannengießer, Richter in Hannover

### Catholica-Beauftragter
Speziell für den Dialog mit der römisch-katholischen Kirche ist der Catholica-Beauftragte der VELKD zuständig. Er wird im Auftrag der Generalsynode von der Kirchenleitung berufen. Der Catholica-Beauftragte legt der Generalsynode alljährlich einen Bericht über die für die Ökumene wichtigen Vorgänge in der Beziehung zur katholischen Kirche vor.

#### Catholica-Beauftragte seit 1956
- 1956–1975: Hermann Dietzfelbinger, Bischof der Evangelisch-Lutherischen Kirche in Bayern
- 1975–1982: Gerhard Heintze, Landesbischof der Evangelisch-lutherischen Landeskirche in Braunschweig
- 1982–1991: Ulrich Wilckens, Bischof der Nordelbischen Evangelisch-Lutherische Kirche
- 1991–1994: Johannes Hanselmann, Landesbischof der Evangelisch-Lutherischen Kirche in Bayern
- 1994–1999: Hans Christian Knuth, Bischof der Nordelbischen Evangelisch-Lutherischen Kirche
- Okt. 1999–März 2000: Vakanz
- 2000–2005: Johannes Friedrich, Landesbischof der Evangelisch-Lutherischen Kirche in Bayern
- 2005–2014: Friedrich Weber, Landesbischof der Evangelisch-lutherischen Landeskirche in Braunschweig
- 2014–2024: Karl-Hinrich Manzke, Landesbischof der Evangelisch-Lutherischen Landeskirche Schaumburg-Lippe
- ab Sept. 2024: Christian Kopp, Landesbischof der Evangelisch-Lutherischen Kirche in Bayern

### Amtsbereich der VELKD
Lutherisches Kirchenamt (bis 31. Dezember 2006) / Amt der VELKD (seit 1. Januar 2007 bis 31. Dezember 2017) / Amtsbereich der VELKD im Kirchenamt der EKD (seit 1. Januar 2018), Hannover.
Er wird nach der Besoldungsgruppe B 5 der Besoldungsordnung B besoldet.
- Leiter des Amtsbereiches: Stephan Schaede (Leitung und Grundsatzfragen, zugleich einer von zwei Vizepräsidenten im Kirchenamt der EKD, Theologischer Stellvertreter des Präsidenten des Kirchenamtes).

Der Amtsbereich der VELKD ist seit 1. Januar 2018 in das Kirchenamt der EKD inhaltlich und verwaltungstechnisch integriert.

#### Präsidenten des Lutherischen Kirchenamtes
- 1949–1963: Heinz Brunotte
- 1963–1967: Max Keller-Hüschemenger
- 1968–1976: Hugo Schnell
- 1976–1982: Günther Gaßmann
- 1982–2000: Friedrich-Otto Scharbau[7]
- 2000–2006: Friedrich Hauschildt

#### Leiter des Amtes der VELKD / bzw. des Amtsbereiches (seit 1. Januar 2018)
- Januar 2007 – Juli 2015: Friedrich Hauschildt
- September 2015 – Juni 2023: Horst Gorski
- Seit August 2023: Stephan Schaede[8]

### Einrichtungen der VELKD
- Verfassungs- und Verwaltungsgericht, Hannover[9]
Präsident: Bert Schaffarzik (Präsident des VG Chemnitz)
  1. Senat: Rechtsmittel aus der Nordkirche, Verfassungsstreitigkeiten, Verwaltungsstreitigkeiten aus Verwaltungsakten der VELKD
  2. Senat: Rechtsmittel aus Niedersachsen und Sachsen, übrige Verwaltungsstreitigkeiten
  3. Senat: Rechtsmittel aus Bayern (und Mitteldeutschland)
- Gemeindekolleg der VELKD – Zum Jahresende 2021 endete die Arbeit am Standort Neudietendorf.
- Theologisches Studienseminar der VELKD in Pullach
Kommissarische Rektorin: Christina Costanza
- Liturgiewissenschaftliches Institut der VELKD in Leipzig
Leiter: Alexander Deeg
- Spruchkollegium der VELKD, Hannover
Vorsitzender: Christoph Meyns